# Copa Rommel Fernández 2019
La Copa Rommel Fernández es el máximo torneo a nivel de equipos en el fútbol aficionado de Panamá. En este torneo juegan los equipos campeones y subcampeones de cada una de las once (11) Ligas Provinciales que conforman la Federación Panameña de Fútbol (FEPAFUT) más el campeón y subcampeón de la Liga Distritorial de San Miguelito y el equipo que desciende de la Segunda División y el mismo es comienzo de la temporada futbolera de Panamá.

## Formato de competencia
Los equipos participantes se dividen en tres zonas geográficas y el mismo inició el 3 de febrero de 2019.
La Zona 1 está conformada por dos grupos y en los que se incluyen los equipos representativos de las Ligas Provinciales de Panamá Este, Darién, Colón y Panamá Oeste, el campeón y subcampeón de la Liga Distritorial de San Miguelito, así como el equipo que desciende de la Liga Nacional de Ascenso (Segunda División).
La Zona 2, conformada por los equipos de las Ligas Provinciales de Coclé, Herrera, Los Santos y Veraguas.
La Zona 3 en la que juegan los equipos de las Ligas Provinciales de Chiriquí, Chiriquí Occidente y Bocas del Toro.

## Equipos participantes
A continuación los equipos participantes, ordenados por Liga Provincial.
| Nombre               | Liga Provincial                           | Sede                         | Estadio                         | Capacidad |
| -------------------- | ----------------------------------------- | ---------------------------- | ------------------------------- | --------- |
| Halcones FC          | Bocas del Toro                            | Changuinola                  | Guabito                         | ?         |
| Lincoln Creek        | Bocas del Toro                            | El Empalme                   | Guabito                         | ?         |
| Élite FC             | Coclé                                     | Penonomé                     | Estadio El Ciruelito            | ?         |
| Barriada FC          | Coclé                                     | Antón                        | Estadio El Ciruelito            | ?         |
| Olympic Colón FC     | Colón                                     | Colón                        | Estadio Armando Dely Valdés     | 1,221     |
| Champions FC Academy | Colón                                     | Colón                        | Estadio Armando Dely Valdés     | 1,221     |
| Atlético Junior      | Chiriquí                                  | David                        | Estadio San Cristóbal           | 2,400     |
| Don Bosco FC         | Chiriquí                                  | David                        | Estadio San Cristóbal           | 2,400     |
| Palmar FC            | Chiriquí Occidente                        | Puerto Armuelles             | Estadio San Cristóbal           | ?         |
| Juventud FC          | Chiriquí Occidente                        | Puerto Armuelles             | Estadio San Cristóbal           | ?         |
| Deportivo Darién     | Darién                                    | Metetí                       | Cancha de Metetí                | ?         |
| Jaqué Sector 3       | Darién                                    | Metetí                       | Cancha de Metetí                | ?         |
| Santa María FC       | Herrera                                   | Santa María                  | Estadio Los Milagros de Chitré  | 1,000     |
| San Pablo FC         | Herrera                                   | Chitré                       | Estadio Los Milagros de Chitré  | 1,000     |
| El Cocal FC          | Los Santos                                | Las Tablas                   | Estadio Los Milagros de Chitré  | ?         |
| Alianza (Shadeys)    | Los Santos                                | Macaracas                    | Estadio Los Milagros de Chitré  | ?         |
| UMECIT FC            | Panamá Este                               | Chepo                        | Luis Ernesto Tapia              | 900       |
| Pacora FC            | Panamá Este                               | Panamá                       | Luis Ernesto Tapia              | 900       |
| Promesa de Dios FC   | Panamá Oeste                              | La Chorrera                  | Estadio Agustín Muquita Sánchez | 3,000     |
| Real Chorrillito     | Panamá Oeste                              | Arraiján                     | Estadio Agustín Muquita Sánchez | 3,000     |
| Cañacillas FC        | Veraguas                                  | Santiago                     | Estadio de Atalaya              | ?         |
| Atlético La Peña     | Veraguas                                  | Los Algarrobos               | Estadio de Atalaya              | ?         |
| AD Orión             | Liga Distritorial de San Miguelito        | Santa Librada, San Miguelito | Luis Ernesto Tapia              | 900       |
| BaGoSo FC            | Liga Distritorial de San Miguelito        | San Miguelito                | Luis Ernesto Tapia              | 900       |
| CD Istmeño Juan Díaz | Descendido de la Liga Nacional de Ascenso | Panamá Este                  | Luis Ernesto Tapia              | 900       |

## Zona 1
Grupo A
|    | Equipos              | PJ | G | E | P | GF | GC | Dif. | Pts. |
| -- | -------------------- | -- | - | - | - | -- | -- | ---- | ---- |
| 1. | BaGoSo FC            | 5  | 4 | 0 | 1 | 9  | 2  | 7    | 12   |
| 2. | Champions FC Academy | 5  | 3 | 0 | 2 | 12 | 7  | 5    | 9    |
| 3. | CD Istmeño Juan Díaz | 5  | 2 | 2 | 1 | 15 | 6  | 9    | 8    |
| 4. | Promesa de Dios FC   | 5  | 2 | 1 | 2 | 10 | 11 | -1   | 7    |
| 5. | Jaqué Sector 3       | 5  | 1 | 1 | 3 | 9  | 16 | -7   | 4    |
| 6. | Pacora FC            | 5  | 1 | 0 | 4 | 2  | 15 | -13  | 3    |